# Hipposideros madurae
Hipposideros madurae (Kitchener & Maryanto, 1993) è un pipistrello della famiglia degli Ipposideridi endemico dell'Indonesia.

## Descrizione

### Dimensioni
Pipistrello di medie dimensioni, con la lunghezza della testa e del corpo tra 52,19 e 58,9 mm, la lunghezza dell'avambraccio tra 53,13 e 57,93 mm, la lunghezza della coda tra 23,55 e 30,91 mm, la lunghezza delle orecchie tra 19,61 e 21,23 mm.

### Aspetto
Le parti dorsali sono fulve o rossastre con la base dei peli color crema, mentre le parti ventrali sono grigiastre. Le orecchie sono grandi, larghe, triangolari e con una concavità sul bordo posteriore appena sotto la punta. La foglia nasale presenta una porzione anteriore con un piccolo incavo centrale alla base e tre fogliette supplementari sui lati, un setto nasale leggermente rigonfio e con delle pieghe intorno alle narici ben sviluppate, una porzione posteriore di dimensioni moderate, con il margine superiore semicircolare e tre setti che la dividono in quattro celle. Una sacca frontale è presente in entrambi i sessi. Le membrane alari sono bruno-nerastre. La coda è lunga e si estende leggermente oltre l'ampio uropatagio. 

### Ecolocazione
Emette ultrasuoni ad alto ciclo di lavoro sotto forma di impulsi a frequenza costante di 110–115 kHz.

## Biologia

### Comportamento
Si rifugia in piccole colonie all'interno di grotte calcaree.

### Alimentazione
Si nutre di insetti.

## Distribuzione e habitat
Questa specie è diffusa nella parte centrale di Giava e sulla vicina isola di Madura.
Vive nelle foreste sotto i 1.000 metri di altitudine.

## Tassonomia
Sono state riconosciute 2 sottospecie:
- H.m.madurae: Madura;
- H.m.jenningsi (Kitchener & Maryanto, 1993): Giava centrale.

## Conservazione
La IUCN Red List, considerato il vasto areale, l'abbondanza e la protezione alla quale sono soggette le grotte sull'isola di Giava, classifica H.madurae come specie a rischio minimo (Least Concern)).